# Post hoc ergo propter hoc
Post hoc ergo propter hoc je logička zabluda u kojoj se tvrdnja zasniva na miješanju vremenskog slijeda i uzročno-posljedičnih odnosa. Odnosno, ako B slijedi nakon A, to ne znači da je uzrok A, a B posljedica.